# Don't Stop Believin'
Don't Stop Believin (укр. Не переставай вірити) — антем записаний американським рок-гуртом Journey у 1981 році. Пісня оригінально була випущена як сингл із сьомого студійного альбому Escape (1981). Пісня посіла 9 місце у хіт-параді Billboard Hot 100 одразу після релізу.